# Jetair Caribbean
Jetair Caribbean fue una aerolínea de Curazao con sede en el Aeropuerto Internacional Hato. La aerolínea operaba servicios de pasajeros a destinos en el Caribe y Sudamérica utilizando aviones Fokker 70. 
La aerolínea se estableció como United Caribbean Airlines en 2006 y se renombró como JetAir en 2019. Posteriormente, la aerolínea lanzó operaciones chárter el 24 de noviembre de 2019.
A lo largo de su historia, Jetair Caribbean enfrentó varias crisis debido a malas decisiones de gestión que la condujeron numerosas veces a las puertas del cierre. Finalmente, cesó sus operaciones el 18 de junio de 2024.

## Antiguos destinos
La aerolínea operaba vuelos regulares a varios destinos en el Caribe y Sudamérica.
| Países               | Destinos      | Aeropuertos                                 |
| -------------------- | ------------- | ------------------------------------------- |
| Aruba                | Oranjestad    | Aeropuerto Internacional Reina Beatrix      |
| Bonaire              | Kralendijk    | Aeropuerto Internacional Flamingo           |
| Colombia             | Medellín      | Aeropuerto Internacional José María Córdova |
| Curazao              | Willemstad    | Aeropuerto Internacional Hato (HUB)         |
| Jamaica              | Kingston      | Aeropuerto Internacional Norman Manley      |
| República Dominicana | Santo Domingo | Aeropuerto Internacional Las Américas       |
| San Martín           | Philipsburg   | Aeropuerto Internacional Princesa Juliana   |
| Surinam              | Paramaribo    | Aeropuerto Internacional Johan Adolf Pengel |

## Flota histórica
A lo largo de su historia, Jetair Caribbean operó las siguientes aeronaves:
| Aeronaves | Total | Introducido | Retirado | Matrículas      |
| --------- | ----- | ----------- | -------- | --------------- |
| Fokker 70 | 2     | 2019        | 2024     | PJ-JAB y PJ-JAC |